# Francisco Vila y Goiri
Francisco Vila y Goiri, född 1830 i Madrid, död där 1898, var en spansk skriftställare.
Vila y Goiri var en tid anställd som sekreterare vid krigsdomstolen i Quipro på Filippinerna och utövade samtidigt journalistisk verksamhet. Efter återkomsten till Madrid 1883 ägnade han sig uteslutande åt litterär verksamhet, vars resultat är bland annat Medea, El alìsmo, El halconero, La mala senda, La venganza de un merido, Un sobrino postizo och Un ramo de tioletas. Dessutom utgav Vila y Goiri en diktsamling, Ensayos poeticos, samt flera litterära och politiska essayer.